# Hruschuwacha
Hruschuwacha (ukrainisch Грушуваха; russisch Грушеваха Gruschewacha) ist ein Dorf in der ukrainischen Oblast Charkiw mit etwa 850 Einwohnern (2001).
Das Ende des 17. Jahrhunderts als Kosakenaußenposten zum Schutz vor Tataren gegründete Dorf liegt auf einer Höhe von 73 m am Dnepr-Donbas-Kanal, einem 263 km langen Bewässerungskanal sowie am rechten Ufer der 82 km langen Bereka (Берека), kurz vor ihrer Mündung in den Siwerskyj Donez.
Hruschuwacha befindet sich 30 km nördlich vom ehemaligen Rajonzentrum Barwinkowe und 130 km südöstlich vom Oblastzentrum Charkiw. Im Dorf trifft die Territorialstraße T–21–15 auf die Regionalstraße P–79.
Am 12. Juni 2020 wurde das Dorf ein Teil der Stadtgemeinde Barwinkowe im Rajon Barwinkowe; bis dahin bildete es zusammen mit dem Dorf Stepok (Степок) die Landratsgemeinde Hruschuwacha (Грушуваська сільська рада/Hruschuwaska silska rada) im Norden des Rajons Barwinkowe.
Am 17. Juli 2020 wurde der Ort ein Teil des Rajons Isjum.